# Myrmophilellus meneliki
Myrmophilellus meneliki is een rechtvleugelig insect uit de familie mierenkrekels (Myrmecophilidae). De wetenschappelijke naam van deze soort is voor het eerst geldig gepubliceerd in 1913 door Reichensperger.